# Four Loko
Four Loko，是一款源自於美國的酒類飲料，它是由位於芝加哥的「Phusion Projects」公司自2005年起設計銷售的，並且在其後推廣至全美48個州。
Four Loko是該公司最熱銷的飲料產品，也外銷至加拿大、波多黎各、巴哈馬、秘魯、墨西哥、玻利維亞、洪都拉斯、尼加拉瓜和歐洲等地。
Four Loko的「Four」根據製造商所言，是指其四種主要成分：咖啡因、牛磺酸、瓜拿納和酒精；然而在過去，由於經銷商以能量饮料的名義，向美國的未成年人推銷這款含有酒精與高濃度咖啡因的產品，而引發了法律、道德和健康等方面的爭議。

## 歷史
「Phusion Projects」公司是由三個畢業於俄亥俄州立大学的學生：Chris Hunter、Jaisen Freeman和Jeff Wright在2005年創建的。三人在此前的學生時期，就已委託小酒廠生產，將混合咖啡因與酒精的飲料，包裝瓶使用泰文，並稱其為能量飲料，鋪貨於亞裔雜貨店，以轉賣給當地的兄弟會大學生們。他們告訴大家：「這飲料是從亞洲進口的」。
2005年，這個創業團隊設計了一個「能量啤酒」的原型產品，即現在的Four Loko，初期選定了櫻桃與漿果兩種口味，銷售時稱其為「優質的麥芽飲料」，當時的主成分為：咖啡因、牛磺酸、瓜拿納與苦艾，苦艾是製作苦艾酒的主要成分之一。一年後，該公司決定放棄苦艾，集中於改善飲料口味與提高酒精含量。
2008年，該產品已在美國市場造成流行，並推出更多不同口味；但隨著產品的流行，美國青少年與大學生意外猝死與住院的新聞大幅增加，多數都被認為與飲用Four Loko有關。2010年，美国食品药品监督管理局(FDA)對Phusion Projects公司發出了警告信，認定Four Loko將咖啡因添加入酒類飲料中屬於違法，責令其回收產品並限期改善。
2010年，在幾個州公告禁售Four Loko之後，製造商「Phusion Projects」公司宣布之後在美國本土販售的Four Loko，將除去咖啡因，牛磺酸和瓜拿納等成分，並且不再以能量饮料名義販售。
2014年，Phusion Projects與美國的20名州檢察官達成和解協議，該公司在美國境內停止銷售含咖啡因的酒精飲料，並支付費用，以換取美國司法單位對該公司的停止調查。
2016年，這款酒在中國大陸與香港忽然風行，兩地的網友將其稱為「斷片酒」或「失身酒」。
2017年，這款酒在台灣警察被驗出含有迷姦水成份「伽瑪羥基丁酸」。

### 軼事
2016年8月31日的《東張西望》，節目組找來吳幸美親自試飲，並拍下她喝後的反應。不少觀眾及網民對於吳幸美試酒後反應過於誇張，直指吳幸美的演技浮誇，質疑她的酒後反應是「扮演」出來，又指《東張西望》節目組不應找一個不懂喝酒的人去做實驗，覺得實驗完全無說服力。不過亦有網民表示看得十分開心，驚嘆吳幸美原來擁有世界級演技，覺得無綫應該開一部劇給吳幸美拍，又指一定要推她做今屆視后。

## 外部連結
- Four Loko的Facebook專頁
- Four Loko的X（前Twitter）
- Four Loko的Instagram帳戶